# Latin America and Caribbean Network Information Centre

Logo

RIR Zuständigkeitsregionen

Die Latin America & Caribbean Network Information Centre (LACNIC) ist die zuständige Regional Internet Registry (RIR) für Lateinamerika und die Karibik. Sie betreut IP-Adressen, AS-Nummern, DNS Einträge und andere Netzwerkressourcen.
Die LACNIC wurde im Jahre 2001 gegründet. Das administrative Büro befindet sich in Montevideo, Uruguay und die technischen Einrichtungen werden von Comitê Gestor da Internet Brasil in São Paulo geliefert. Vor der Gründung wurden die Dienste der LACNIC von der ARIN durchgeführt.

## Zuständigkeitsbereich

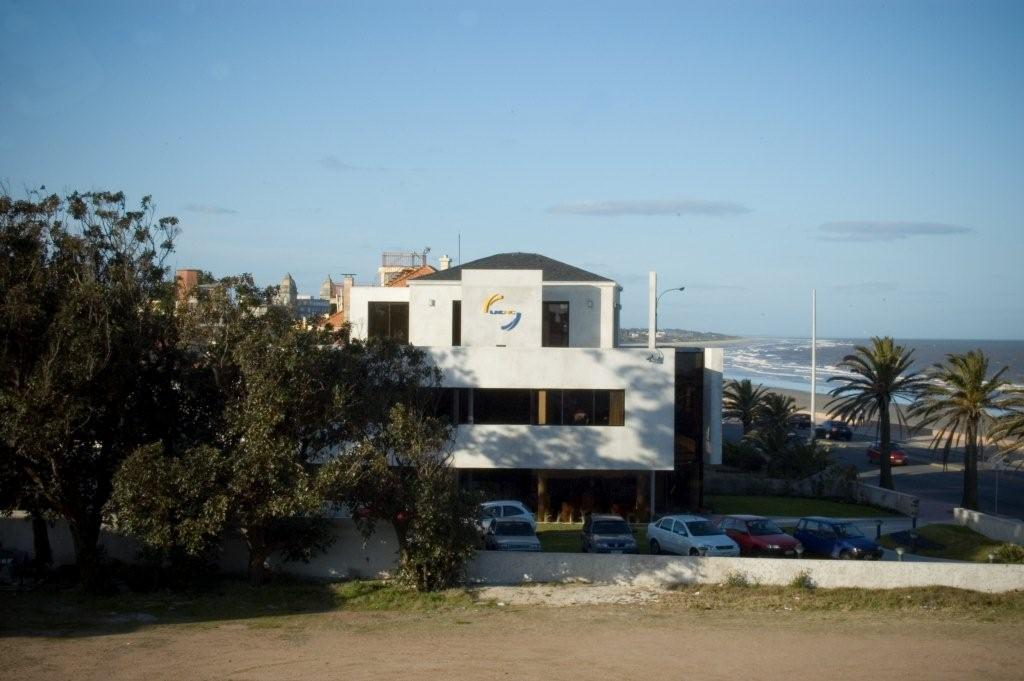
Administratives Büro in Montevideo

Die LACNIC ist für folgende 34 Gebiete in Lateinamerika und der Karibikregion zuständig:
- Argentinien
- Aruba
- Belize
- Bolivien
- Bonaire
- Brasilien
- Chile
- Costa Rica
- Curaçao
- Dominikanische Republik
- Ecuador
- El Salvador
- Falklandinseln (Großbritannien)
- Französisch-Guyana
- Grenada
- Guatemala
- Guyana
- Haiti
- Honduras
- Kuba
- Kolumbien
- Mexiko
- Nicaragua
- Panama
- Paraguay
- Peru
- Saba (Niederlande)
- Sint Eustatius
- Sint Maarten
- Südgeorgien und die Südlichen Sandwichinseln
- Suriname
- Trinidad und Tobago
- Uruguay
- Venezuela